# Globe (Lokomotive)
Die Globe war eine von Timothy Hackworth konstruierte frühe Dampflokomotive.

## Hintergrund
Die 1825 eröffnete Stockton and Darlington Railway hatte die gegenüber dem Kohletransport als nachrangig betrachteten Beförderung von Reisenden zunächst selbstständigen Lizenzunternehmern mit pferdebespannten Wagen überlassen. Dies änderte sich mit der Projektierung der kürzeren und effizienter zu betreibenden neuen Strecke Darlington-Middlesbrough, auf der die Bahngesellschaft den Personenverkehr fortan in eigener Regie und mit Dampfbetrieb durchführen wollte. Hierfür war eine Lokomotive erforderlich, die im Unterschied zu den kraftvollen, aber langsamen vorhandenen Maschinen, mit denen die schweren Kohlenzüge befördert wurden, leicht und schnell sein musste.
Timothy Hackworth, Vorsteher der Lokomotivwerkstatt (locomotive superintendent) der Stockton and Darlington Railway, hatte sich bereits als Lokomotivkonstrukteur einen Namen gemacht und erhielt Anfang 1830 den Auftrag, eine den Anforderungen des Personenverkehrs entsprechende Maschine zu entwerfen. Hackworths Plan, den er im März 1830 der Unternehmensleitung vorlegte, beinhaltete gleich drei Neuerungen, die noch nie zuvor Anwendung gefunden hatten: Innerhalb des Rahmens untergebrachte horizontale Zylinder, deren Kolben den Treibradsatz über eine als doppelt gekröpfte Kurbelwelle konstruierte Achse antrieben, wodurch ein ruhiger, gleichmäßiger Lauf erreicht wurde, und zudem einen Dampfdom. Es gelang Hackworth, die Vorbehalte hinsichtlich der Effizienz und Zuverlässigkeit der Kurbelwelle zu zerstreuen, und er erhielt die Genehmigung, seine Pläne verwirklichen.

## Bau
Da die hauseigene Werkstatt der Bahngesellschaft in Shildon keine freien Kapazitäten für den Bau einer Lokomotive hatte, wurde der Auftrag stattdessen dem Unternehmen von Robert Stephenson erteilt, dessen Konkurrent Hackworth war, der nachdrücklich betonte, dass er für eine mangelhafte Umsetzung seiner Konstruktionspläne Stephenson verantwortlich machen würde.
Der Bau der Lokomotive verzögerte sich, da Robert Stephenson & Co. sich auf zunächst auf die Planet, eine eigene Konstruktion für die Liverpool and Manchester Railway, konzentrierte. Im Dezember 1830 schließlich wurde die fertiggestellte Globe, die ihren Namen wegen ihres auffälligen kugelförmigen Dampfdoms aus poliertem Kupfer erhalten hatte, an die Stockton and Darlington Railway geliefert und führte am 27. Dezember den Eröffnungszug auf der neuen Strecke an.

## Einsatz
Die Globe war in den folgenden Jahren durchgehend vor Reisezügen im Einsatz und erwies sich als zuverlässige, leistungsfähige Konstruktion, die alle Erwartungen erfüllen und übertreffen konnte. Sie war in der Lage, auf ebener Strecke Züge von zwölf Wagen mit einer Geschwindigkeit von 80 km/h zu befördern, was zu jener Zeit als herausragend galt. Hackworth war mit der Globe so zufrieden, dass er sie als Motiv auf seinen Visitenkarten verwendete.
Im Januar 1839 explodierte der Kessel der Globe aufgrund unzureichenden Wasserstands. Menschen kamen bei dem Unglück nicht zu Schaden, aber die zerstörte Lokomotive wurde nicht wieder instand gesetzt.